# Garabogazköl
A Garabogazköl (türkménül, magyarban sokszor Kara-Bogaz-öböl), a Kaszpi-tenger keleti partján elterülő sekély, óriási kiterjedésű lagúna. Vize mindössze 4-7 méter mély, emiatt nyáron akár 35 fokra is felmelegszik. Télen hőmérséklete a nagy sótartalma miatt 0 fok alá is csökkenhet anélkül, hogy befagyna.

## Etimológia
Türkmén nyelvű nevének jelentése magyarul a fekete torok tava. A fekete torok eredetileg a lagúnát a Kaszpival összekötő természetes csatorna elnevezése, innen húzódott át az egész vízfelületre.

## Geológiája
A Kaszpi-tengerrel együtt az ősi Paratethys tenger maradványa. A környéken uralkodó sivatagi éghajlat miatt párolgási vesztesége igen nagy, medencéjében vastag evaporit-rétegek rakódtak le, a sólerakódás napjainkban is folytatódik. Vizének sótartalma 35%-os (a Kaszpié 1,2%, a világtengereké 3,5%).

## Vízszintjének ingadozása
A Kaszpi-tengertől keskeny földszoros választja el, amelyen mintegy 10 kilométeres természetes csatorna halad keresztül. E csatornán gyorsan áramlik az öbölbe a víz, pótolva a párolgási veszteséget.
1980-ban a csatornát gáttal zárták el, mert ezzel kívánták mérsékelni a Kaszpi-tenger egészének évtizedek óta tartó vízszint-csökkenését. Ennek nyomán a Garabogazköl teljesen kiszáradt. A helyén sós sivatag alakult ki, ahonnan a szelek a sót a környező termőterületekre hordták, nagy károkat okozva.
Később azonban kiderült, hogy a  Kaszpi vízszint-süllyedésének tendenciája már 1978-tól megtört, és – tudományosan máig nem teljesen tisztázott okok miatt – fokozatosan magától helyreállt a világ legnagyobb sós tavának vízszintje. Ezért a zárógátat 1985-91 között zsilippel látták el, majd 1992-ben teljesen eltávolították. Ennek nyomán visszaállt az öböl korábbi – a Kaszpi szintjénél 4-5 méterrel alacsonyabb – vízszintje.
A kilencvenes évek végén a beáramló víz mennyisége mintegy évi 25 km³ volt.

## Gazdasági jelentősége
A sós lagúnában hagyományos eszközökkel folytatott sókitermelés után 1973-ra nagy vegyipari kombinátot építettek a lagúna és a Kaszpi-tenger közötti földnyelven, Karabogaz városánál. A létesítmény egyik fő terméke a nátrium-szulfát (glaubersó), de az öböl üledékeiben szinte a Mengyelejev-táblázat összes eleme megtalálható. Jelentős többek között a magnézium és a kálisó kinyerése is.